# Paraleptostylis vityazi
Paraleptostylis vityazi is een zeekommasoort uit de familie van de Diastylidae. De wetenschappelijke naam van de soort is voor het eerst geldig gepubliceerd in 2004 door Vassilenko & Tzareva.